# بتيل

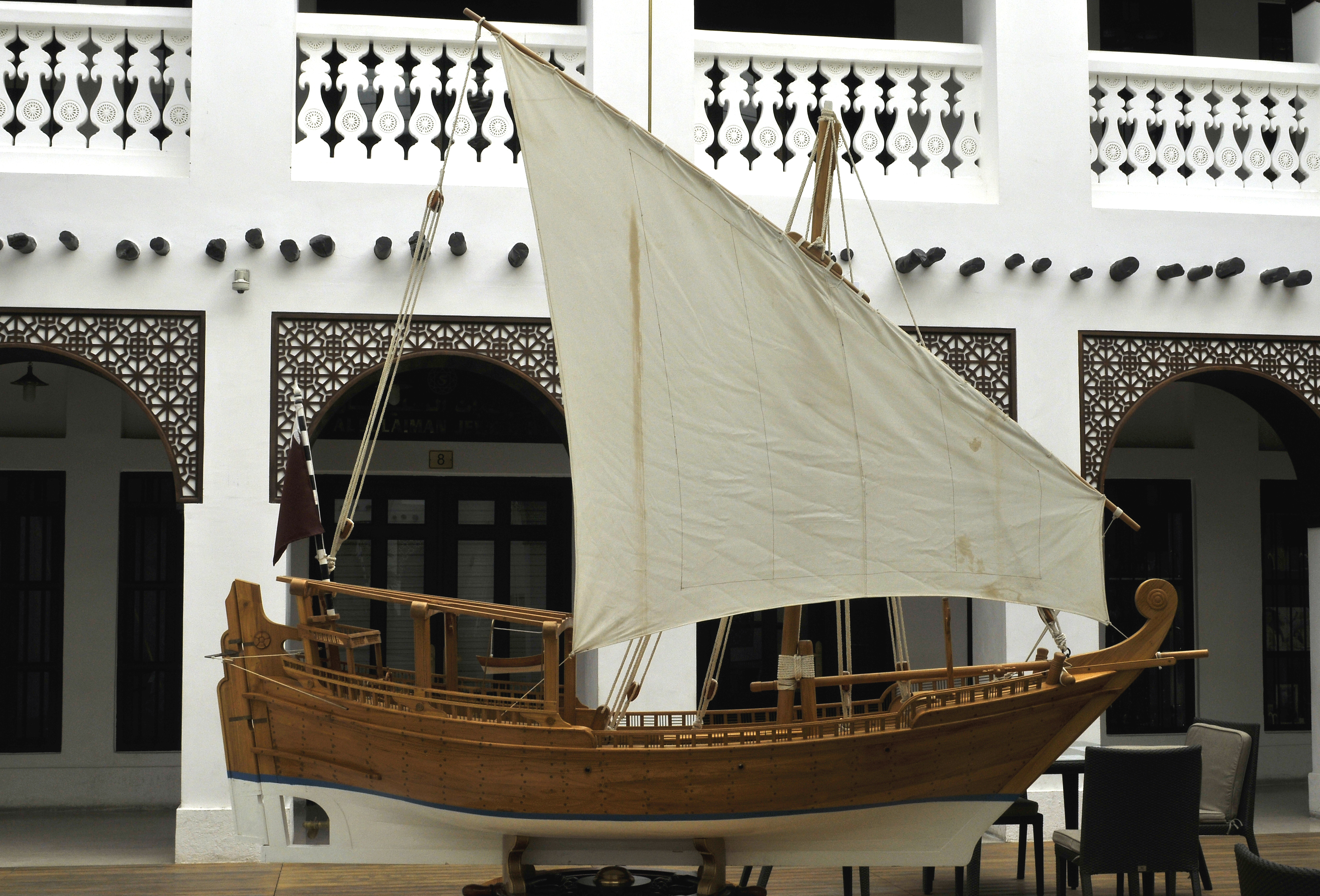
نموذج لسفينة البتيل في الدوحة بقطر

البتيل سفينة شراعية كويتية متوسطة الحجم استخدمت للغوص على اللؤلؤ و للنقل البحري. اختفى آخر بتيل في الكويت عام 1937.

## التصميم
للبتيل صار أو اثنان حسب حجمه، و له سطح رئيسي كامل، و يتراوح طوله ما بين 50 إلى 60 قدم. كما تتراوح حمولته ما بين 15 و 60 طناً، و يتسع ل80 بحاراً. و يعتبر البتيل من أسرع السفن الشراعية في الخليج العربي. استخدم البتيل في بادئ الأمر للنقل البحري إلى الهند، حتى حلت البغلة محله. و استخدم بعد ذلك لحرفة الغوص على اللؤلؤ بعد تزويده بالمجاديف.
يمتاز البتيل بصنع هيكله من وصلتين، تكون الوصلة التي بالخلف على ارتفاع يتراوح من 12 إلى 16 درجة. و يسمح ارتفاع المؤخرة رسو السفينة على الساحل.
يشابة البتيل بشكل كبير البقارة مع وجود بعض الاختلافات البسيطة. فمقدمة البتيل تنتهي بخشبة بيضاوية الشكل تسمى الطبق، و تنتهي مؤخرته للأعلى بشكل مميز.